# Bédjo
Bédjo  è un comune del Ciad situato nel dipartimento di Kouh Orientale, provincia del Logone Orientale.